# Topobea caudata
Topobea caudata är en tvåhjärtbladig växtart som beskrevs av John Julius Wurdack. Topobea caudata ingår i släktet Topobea och familjen Melastomataceae. Inga underarter finns listade i Catalogue of Life.